# Château du Maine
Le château du Maine qui a donné son nom à la rue du Château dans le 14e arrondissement de Paris était, contrairement à une légende, non un château qu’aurait fait construire le duc du Maine, mais  un hôtel particulier ou petit château nommé « Fantaisie » ayant appartenu de 1766 à 1778 au critique littéraire Elie Catherine Fréron et de 1818 à 1832 au marquis Louis-Justin Talaru Ministre sous la Restauration. Ses derniers vestiges ont été démolis en 1898.

## Situation
L’entrée du château de Fantaisie était située 142 rue du Château donnant sur une allée qui est l’actuelle rue Asseline débouchant avenue du Maine. Son parc s’étendait dans un quadrilatère entre les actuelles rue du Château, rue Didot (ancienne rue du Terrier aux lapins), rue Raymond-Losserand (ancienne rue de Vanves) et rue Pernety incluant la ZAC Didot.
Jusqu'au début du XIXe siècle son environnement était une plaine agricole, «le Petit-Montrouge», partie sud de la commune de Montrouge, parsemée de moulins et de puits de carrières. L'urbanisation de ce territoire s'amorce vers 1840 avec les premiers lotissements du quartier de Plaisance annexé à la ville de Paris en 1860.

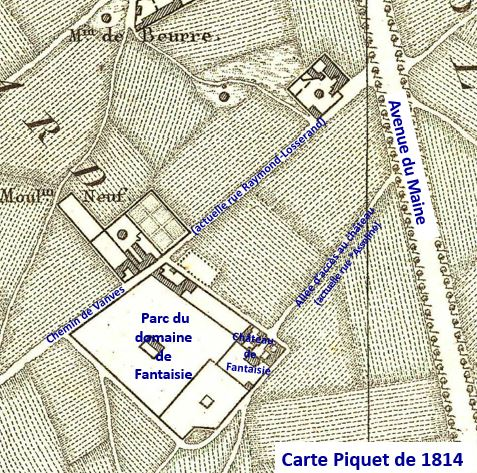
Château du Maine sur plan Piquet de 1814.
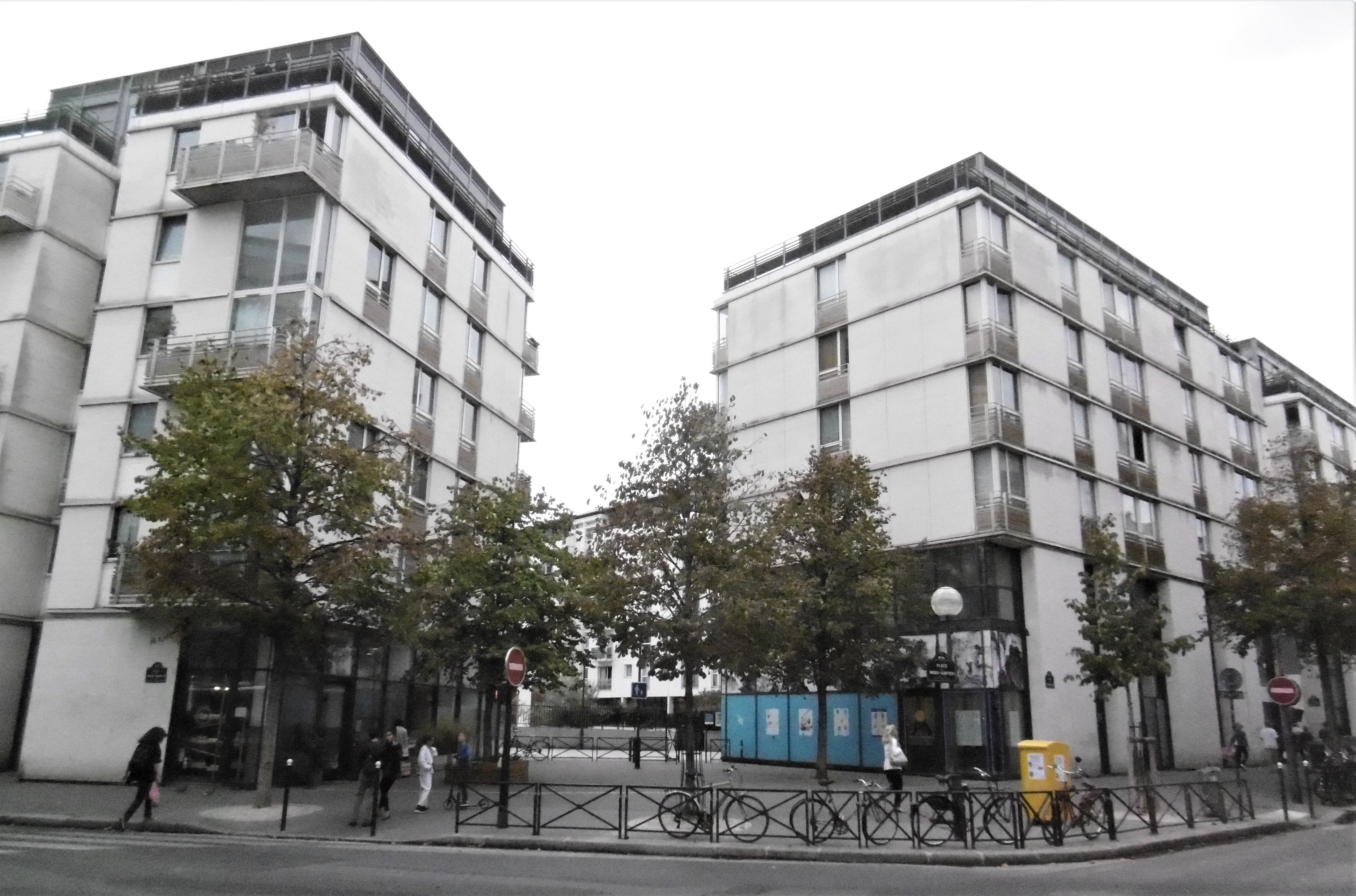
142 rue du Château : emplacement de l’entrée de l’ancien château du Maine.

## Dimensions
Aucune représentation de qualité n'a été retrouvée mais des descriptions précises ont permis une reconstitution graphique en 3 dimensions de l'ensemble. 
La longueur de la façade était de 25 m, sa surface au sol 250 m2 correspondant à 850 m2 de surface habitable, rez-de-chaussée et 3 étages, non compris les dépendances et deux pavillons de part et d'autre de l'entrée.

## Historique
Le premier propriétaire identifié du bâtiment originel construit vers 1730 est Pierre Sauvage, officier-ajusteur de 1719 à 1740 à la Monnaie de Paris, à l’ époque où l’hôtel de la Monnaie était un bâtiment vétuste et exigu situé rue de la Monnaie avant l’édification de celui du quai Conti  à partir de 1771. La propriété de la maison passa en 1736 à un créancier de Pierre Sauvage, Pierre Mars  ancien procureur au Parlement.
Le  domaine fut revendu en 1766 par son fils, Michel-Pierre Mars, à  Elie-Catherine Fréron qui y fit des travaux d’agrandissement comprenant une petite chapelle et le baptisa «Fantaisie ». Ce petit château était entouré d’un terrain de 12 ha à l'origine, où s’élevaient cinq moulins, le moulin d’amour le dernier démoli en 1916 situé à l'emplacement du 26 avenue du Général-Leclerc à l’angle de la rue Ernest-Cresson où Élie Fréron séjourna pendant les travaux du domaine de Fantaisie, le moulin de la Tour de Vanves dont le souvenir est rappelé par un passage, le moulin de Beurre, le moulin Janséniste et le moulin des Trois Cornets.
Elie Fréron était un critique littéraire rédacteur et éditeur de l’Année littéraire, en conflit avec Voltaire.
Le domaine fut vendu en 1778   par Stanislas Fréron, fils d’Elie-Anne, au banquier Charles de Puirieux représentant des créanciers de la succession de son père mort ruiné en 1776. 
Le domaine eut plusieurs propriétaires jusqu’en 1818 où il fut acquis par le marquis Louis-Justin Talaru qui y fit des travaux d'embellissement, d’agrandissement comprenant la construction de dépendances au 133 rue du Château pour loger sa domesticité et d'aménagements du parc.
Trois ministres en fuite pendant la Révolution de 1830, les barons d'Haussez et Capelle et le comte de Montbel s'y étant refugiés, cette propriété lui fut confisquée en 1832 comme bien national.
Alexandre-Marie Coüesnon, marchand de vin acquit en 1842 le domaine qui s’étendait sur 4 hectares, en loua les dépendances rue du Château à une institution de jeunes filles et une partie du parc au géographe Jean-Léon Sanis pour y installer début 1843  son géorama qui fut détruit par un incendie en décembre 1844. Il y vécut jusqu’à sa mort en 1857 ainsi que sa veuve qui lui survivra. 
Son fils Louis-Victor qui s’était réservé le bâtiment et le parc de 2 hectares avait le projet de lotir l’ensemble. L'opération menée en association avec le promoteur Alexandre Chauvelot porta  sur la vente  de parcelles en périphérie du parc le long de la rue de Vanves, actuelle rue Raymond-Losserand, (des actuels numéros 73 au 45 y compris l'actuelle allée du Château-Ouvrier), de la rue du Château (des actuels numéros 124 au 132)  et de la rue Sainte-Léonie, actuelle rue Pernety (des actuels 2 au 40 y compris l'impasse Sainte-Léonie, actuelle rue Sainte-Léonie) mais fut interrompue par sa mort en 1872.
Ses filles qui héritèrent du reste de l'ancien domaine, à l'angle de la rue Didot et de la rue du Château,  le laissèrent à l’abandon, bâtiment tombant en ruine, parc devenu un terrain vague, et le vendirent en 1898 à la Compagnie générale parisienne de tramways qui démolit le bâtiment et construisit un dépôt abandonné en 1938 lors de la suppression des tramways parisiens.
Ces hangars étaient compris dans un quartier dégradé qui fut déclaré par la municipalité en 1941 îlot insalubre n° 17. 
L’ensemble fut rasé à la fin des années 1980 pour la réalisation de la ZAC Didot.